# Municipio de Newcastle (Indiana)
El municipio de Newcastle (en inglés: Newcastle Township) es un municipio ubicado en el condado de Fulton en el estado estadounidense de Indiana. En el año 2010 tenía una población de 1398 habitantes y una densidad poblacional de 16,23 personas por km².

## Geografía
El municipio de Newcastle se encuentra ubicado en las coordenadas 41°8′17″N 86°7′31″O / 41.13806, -86.12528. Según la Oficina del Censo de los Estados Unidos, el municipio tiene una superficie total de 86.16 km², de la cual 85,95 km² corresponden a tierra firme y (0,24 %) 0,2 km² es agua.

## Demografía
Según el censo de 2010, había 1398 personas residiendo en el municipio de Newcastle. La densidad de población era de 16,23 hab./km². De los 1398 habitantes, el municipio de Newcastle estaba compuesto por el 97,93 % blancos, el 0,5 % eran afroamericanos, el 0,29 % eran amerindios, el 0,14 % eran asiáticos, el 0,5 % eran de otras razas y el 0,64 % eran de una mezcla de razas. Del total de la población el 1,86 % eran hispanos o latinos de cualquier raza.